# Bill Molyneux
Pour les articles homonymes, voir Molyneux.
Compléments
Abréviation en botanique : Molyneux
William Mitchell Molyneux, né en 1935, est un horticulteur et auteur australien, qui a étudié et développé de nombreuses variétés de plantes populaires de l'Australie.

## Biographie
Bill Molyneux est né en 1935. En 1978, il s'installe à Bend Wombat, dans la vallée de la Yarra, au Victoria, en Australie. En 1998, il travaille comme consultant sur l'érosion dans le système Murray-Darling.
Il est chargé de recherches honoraire de l'université La Trobe (Melbourne) et associé honoraire des Jardins botaniques royaux de Melbourne.

## Activité scientifique
Bill Molyneux écrit des livres de jardinage, publiés en Australie. En 1975, il décrit, dans Muelleria, la protéacée Grevillea microstegia. L'abréviation Molyneux est utilisée pour indiquer Bill Molyneux comme autorité dans la description et la classification scientifique des plantes.

### Création de plantes
Bill Molyneux crée les plantes suivantes :
- Banksia Birthday Candles, aux fleurs jaunes à extrémité pourpre, atteignant 1 m de hauteur[1]
- Hardenbergia Free'n'Easy, de couleur blanche[1]
- Hardenbergia Happy Wanderer, de couleur pourpre[1]
- Isopogon Woorikee 2000, de couleur jaune, atteignant 75 cm de hauteur[1]